# Syncerus
Syncerus é um gênero de bovídeo e o búfalo-africano (Syncerus caffer) é sua única espécie. Faz parte da subfamília Bovinae e da tribo Bovini.
Esse género inclui duas espécies extintas conhecidas até o momento, o Syncerus antiquus e o Syncerus acoelotus, que viveram no Plioceno.